# Joel McCrea
Joel Albert McCrea (South Pasadena, 5 de novembre de 1905 − Los Angeles, 20 d'octubre de 1990) va ser un actor estatunidenc.
En el transcurs de la seva llarga carrera, McCrea va treballar amb els principals cineastes hollywoodiencs, des de Wyler, DeMille a Sturges passant per Hitchcock. Joel McCrea ha estat casat amb l'actriu Frances Dee (1909-2004) de 1933 fins a la seva mort el 1990.
Joel McCrea comença la seva carrera en el cinema com a figurant després debuta amb en el cinema sonor el 1929. Sota contracte amb la RKO Pictures en els anys 1930, sap passar de la comèdia i de les pel·lícules d'aventura als papers de jove romàntic amb una facilitat destacable. Durant aquesta època, destacar sobretot dues pel·lícules: The Lost squadron (1932) i Les caceres del comte Zaroff (1932). Després passa sota contracte amb la Metro-Goldwyn-Mayer i es mostra excel·lent en la comèdia de costums These Three de William Wyler (1936) i Punt mort del mateix director l'any següent. Passat a la Paramount Pictures, Sturges li dona dos papers entre els seus millors: Sullivan's Travels (1941) i The Great Moment (1944).
A partir d'aquella època, McCrea rodarà en nombrosos westerns. Té el paper principal a Buffalo Bill de Wellman després a The Virginian de Gilmore el 1946.
El 1962, Peckinpah li ofereix un paper de cowboy envellit a Duel a les terres altes al costat de Randolph Scott, actor que recorda McCrea, tant pels personatges que ha encarnat en els westerns com per la modèstia que emana de la seva persona.
Serà l'última pel·lícula notable de McCrea.

## Filmografia

### Cinema
- 1927: The Enemy de Fred Niblo: extra
- 1928: The Five O'Clock Girl: Oswald
- 1929: The Jazz Age de Lynn Shores: Todd Sayles
- 1929: Dynamite de Cecil B. DeMille: Marco
- 1930: The Silver Horde: Boyd Emerson
- 1930: Lightnin': John Marvin
- 1931: Once a Sinner: Tommy Mason
- 1931: Kept Husbands: Richard 'Dick' Brunton
- 1931: The Common Law: John Neville Jr
- 1931: Girls About Town: Jim Baker
- 1931: Born To Love de Paul L. Stein: Capità Barry Craig
- 1932: Ocell del paradís (Bird of Paradise) de King Vidor: Johnny Baker
- 1932: 'Les caceres del comte Zaroff (The Most Dangerous Game) d'Ernest B. Schoedsack i Irving Pichel: Robert (Bob) Rainsford
- 1932: The Lost squadron de George Archainbaud: Red
- 1932: Business and Pleasure: Lawrence Ogle
- 1932: The Sport Parade: Sandy Brown
- 1932: Rockabye: Jacobs Van Riker Pell
- 1933: The Silver Cord: David Phelps
- 1933: Bed of Roses: Dan
- 1933: One Man's Journey: Jimmy Watt
- 1933: Chance of Heaven: Blackstone 'Blacky' Gorman
- 1934: Gambling Lady de Archie Mayo: Garry Madison
- 1934: The Richest Girl in the World de William A. Seiter: Tony Travers
- 1935: Private Worlds de Gregory La Cava: Dr. Alex MacGregor
- 1935: The Devil is a Woman de Josef von Sternberg: Antonio Galvan
- 1935: Our Little Girl de John Stuart Robertson: Dr. Donald Middleton
- 1935: Woman Wanted de George B. Seitz: Tony Baxter
- 1935: Barbary Coast de Howard Hawks: Jim Carmichael
- 1935: Splendor de Elliott Nugent: Brighton Lorrymore
- 1936: These Three de William Wyler: Dr. Joe Cardin
- 1936: Two in a Crowd: Larry Stevens
- 1936: Adventure in Manhattan de Edward Ludwig: George Melville
- 1936: Come and Get It de Howard Hawks i William Wyler: Richard Glasgow
- 1936: Banjo on My Knee de John Cromwell: Ernie Holley
- 1937: Internes Can't Take Money d'Alfred Santell: James Kildare
- 1937: Woman Chases Man de John G. Blystone: Kenneth Nolan
- 1937: Punt mort (Dead End) de William Wyler: Dave Connell
- 1937: Wells Fargo de Frank Lloyd: Ramsey MacKay
- 1938: Three Blind Mice de William A. Seiter: Van Dam Smith
- 1938: Youth Takes a Fling d'Archie Mayo: Joe Meadows
- 1939: Union Pacific de Cecil B. DeMille: Capità Jeff Butler
- 1939: They Shall Have Music d'Archie Mayo: Peter McCarthy
- 1939: Espionage Agent: Barry Corvall
- 1940: Camí de roses (Primrose Path) de Gregory La Cava: Ed Wallace
- 1940: He Married His Wife: T.H. 'Randy' Randall
- 1940: Foreign correspondent d'Alfred Hitchcock: Johnny Jones / Huntley Haverstock
- 1941: Reaching for the Sun: Russ Eliot
- 1941: Sullivan's Travels de Preston Sturges: John L. Lloyd Sullivan
- 1942: The Great Man's Lady de William A. Wellman: Ethan Hoyt
- 1942: The Palm beach story de Preston Sturges: Tom Jeffers (Capitaine McGlew)
- 1943: The More the Merrier de George Stevens: Joe Carter
- 1944: Buffalo Bill de William A. Wellman: William Frederick "Buffalo Bill" Cody
- 1944: The Great Moment de Preston Sturges: William Thomas Green Morton
- 1945: The Unseen: David Fielding
- 1946: The Virginian de Stuart Gilmore: el Virginià
- 1947: Ramrod de André De Toth: Dave Nash
- 1948: Four Faces West: Ross McEwen
- 1949: South of St. Louis de Ray Enright: Kip Davis
- 1949: Colorado territory de Raoul Walsh: Wes McQueen
- 1950: The Outriders de Roy Rowland: Will Owens
- 1950: Saddle Tramp: Chuck Conner
- 1950: Stars in My Crown de Jacques Tourneur: Josiah Doziah Gray
- 1950: Frenchie de Louis King: xèrif Tom Banning
- 1952: The San Francisco Story de Robert Parrish: Rick Nelson
- 1953: Rough Shoot de Robert Parrish: tinent coronel Robert Tanie
- 1953: Lone Hand de George Sherman: Zachary Hallock
- 1954: Border River de George Sherman: major Clete Mattson
- 1954: Black Horse Canyon: Del Rockwell
- 1955: Wichita de Jacques Tourneur: Wyatt Earp
- 1955: Stranger on Horseback: Jutge Richard 'Rick' Thorne
- 1956: The First Texan de Byron Haskin: Sam Houston
- 1957: The Oklahoman de Francis D. Lyon: Dr. John Brighton
- 1957: Soldat Hook (Trooper Hook) de Charles Marquis Warren: sergent Clovis Hook
- 1957: The Tall Stranger de Thomas Carr: Ned Bannon
- 1957: Gunsight Ridge: Mike Ryan
- 1958: Cattle Empire: John Cord
- 1958: Fort Massacre de Joel M. Newnan: sergent Vinson
- 1959: The Gunfight at Dodge City de Joseph M. Newman: Bat Masterson
- 1962: Duel a les terres altes (Ride the high country) de Sam Peckinpah: Steve Judd
- 1966: The Young Rounders
- 1970: Cry Blood, Apache: Pitcalin
- 1970: Sioux Nation
- 1976: Mustang Country: Dan

### Televisió
- 1959-1960: Wichita Town (sèrie TV): marshal Mike Dunbar